# Johannes Tourot
Johannes Tourot (auch Johannes Touront oder Tourout,	* um 1430; † unbekannt; wirksam von 1450 bis 1480) war ein franko-flämischer Komponist der Renaissance. Sein Familienname existiert aufgrund der lange nicht geklärten Identität dieser Person in zahlreichen weiteren Namensvarianten wie Thourot, Tonrroutt, Thauranth, Tauranth, Thaurant, Taurant, Tauront, Taurath, Torenth.

## Leben und Werk
Johannes Tourot ist aus mehreren mitteleuropäischen und einer vatikanischen Urkunde vom 3. Juli 1460 bekannt, die ihn als Kantor Kaiser Friedrichs III. auswiesen. Ihm wurden in mehreren mitteleuropäischen aus der zweiten Hälfte des 15. Jahrhunderts 17 Kompositionen zugeschrieben, darunter drei Messen aus den Trientiner Codices, ohne dass seine genaue Identität zunächst geklärt werden konnte.
Johannes Tourot wurde 2002 erstmals direkt auf einem am 3. Juli 1460 in Wien ausgestellten Dokument (heute im Archivio Secreto Vaticano) nachgewiesen, nach der er als Reichskantor mit Pfründen ausgezeichnet wurde. Tourout wirkte an der Kirche Unserer Lieben Frau in Antwerpen und gehörte zum Kreis von Kantoren um Kaiser Friedrich III. Er war Geistlicher aus der Diözese Tournai, und die Schreibweise seines Namens „Tourout“ verweist auf seine Herkunft aus der Stadt Torhout (französisch: Thourout) und macht die Namensschreibweise Tourot als die ursprüngliche Schreibweise seines Namens hoch wahrscheinlich. Ab Mitte 1466 tauchte Tourots Name bei den Reichsrechnungen nicht mehr auf, was den Schluss nahelegt, das seine Tätigkeit als Komponist für die kaiserliche Kantorei zu diesem Zeitpunkt endete.

## Einspielungen
- Cappella Mariana (Vojtìch Semerád): Johannes Tourout - Portrait of an Imperial Cantor (Passacaille PAS 1124).